# سیارک ۹۵۳۲
سیارک ۹۵۳۲ (به انگلیسی: 9532 Abramenko، نامگذاری:1981RQ2) نه هزار و پانصد و سی و دومین سیارک کشف شده‌است که در ۷ سپتامبر ۱۹۸۱ کشف شد.
قدر مطلق سیارک برابر ۱۲٫۷۰ است.